# David Reubeni
David Reubeni (Khaybar, 1490 – Llerena, 1541) è stato un attivista arabo di religione ebraica.

## Biografia
Nel 1524, asserendo di discendere da Ruben, visitò varie corti d'Europa, mosso dall'intento di avviare una crociata contro i Turchi. L'arresto di Reubeni a Ratisbona nel 1532 da parte delle truppe di Carlo V pose fine alla sua attività predicatoria.